# اربه
اربه (به ایتالیایی: Erbé) یک کومونه در ایتالیا است که در استان ورونا واقع شده‌است. اربه ۱۵٫۹ کیلومتر مربع مساحت و ۱٬۶۱۹ نفر جمعیت دارد و ۲۲ متر بالاتر از سطح دریا واقع شده‌است.